# (I Never Promised You A) Rose Garden
(I Never Promised You A) Rose Garden è una canzone della cantante country Lynn Anderson contenuta nell'album Rose Garden del 1971. Della canzone, che ha avuto molto successo negli Stati Uniti, sono state incise alcune cover da cantanti come Sandie Shaw e Martina McBride.